# 16157 Toastmasters
16157 Toastmasters è un asteroide della fascia principale. Scoperto nel 2000, presenta un'orbita caratterizzata da un semiasse maggiore pari a 2,6667441 UA e da un'eccentricità di 0,1218481, inclinata di 10,06030° rispetto all'eclittica.